# L’Enfance du Christ
L’Enfance du Christ (franska, 'Jesu barndom'), Opus 25, är ett oratorium av den franske kompositören Hector Berlioz, som bygger på den heliga familjens flykt till Egypten som Matteusevangeliet berättar om (2:13). Texten är författad av Berlioz själv. Större delen av oratoriet tillkom 1853 och 1854, men innehåller också partier från tidigare verk, La fuite en Egypte (1850). Det uruppfördes på Salle des Concerts Herz i Paris 10 december 1854 med Berlioz som dirigent över solister från Opéra-Comique.
Berlioz beskrev L'enfance du Christ som en "helig trilogi" (trilogie sacrée). Den första av de tre delarna skildrar kung Herodes som beordrar att alla förstfödda söner i Judeen ska dödas, andra delen handlar om hur jungfru Maria tillsammans med Josef från Nasaret och Jesus, efter att ha blivit varnade av änglar, beger sig till Egypten för att undkomma döden. Den tredje delen handlar om familjens ankomst till Sais där de får sin tillflykt hos en ismaelitisk familj.
Berlioz var i vuxen ålder inte religiös, men fortsatte hela livet bejaka skönheten i den religiösa musik som betagit honom i barndomen. L'enfance du Christ är också tydligt påverkad av Jean-François Le Sueurs oratorium.
Idén till L'enfance du Christ fick Berlioz 1850 efter att ha komponerat ett stycke för sin vän Joseph-Louis Duc, L'adieu des bergers ('Herdarnas farväl'), som skildrar herdarnas avsked till Jesus som lämnar Betlehem för Egypten, och som han skrev om till ett körverk. Stycket uppfördes och påstods vara skrivet av en påhittad 1600-talskompositör, "Ducré". Berlioz märkte att de många som avskydde hans verk uppskattade körverket. Han fortsatte därför att arbeta på verket, tills det var dags för urpremiären av La fuite en Egypte i Leipzig 1853. Mottagandet var så gott att Berlioz fortsatte med arbetet att lägga till L'arrivée à Sais.

## Roller
- Le récitant (berättaren) (tenor)
- La vierge Marie (jungfru Maria) (mezzosopran)
- Joseph (baryton)
- Hérode (Herodes) (bas)
- Le père de famille (familjefadern) (bas)
- Centurion (en romersk centurion) (tenor)
- Polydorus (bas)